# Chironomus niveipes
Chironomus niveipes är en tvåvingeart som först beskrevs av Zetterstedt 1850.  Chironomus niveipes ingår i släktet Chironomus och familjen fjädermyggor.
Artens utbredningsområde är Norge. Inga underarter finns listade i Catalogue of Life.